# قرار مجلس الأمن التابع للأمم المتحدة رقم 436
قرار مجلس الأمن التابع للأمم المتحدة رقم 436، الذي اتخذ بالإجماع في 6 أكتوبر 1978، بعد أن أشار المجلس إلى تدهور الأوضاع في لبنان وبحزن عميق إزاء الخسائر في الأرواح في البلاد، ودعا المجلس جميع الأطراف المشاركة في القتال إلى نهاية أعمال العنف والالتزام بوقف إطلاق النار.
لعدة عوامل اندلعت حرب أهلية في البلاد التي كانت تحتلها سوريا في ذلك الوقت. ودعا القرار جميع الأطراف إلى السماح للجنة الدولية للصليب الأحمر بالوصول إلى مناطق الصراع لتقديم المساعدة الإنسانية وإجلاء الجرحى. وأكد المجلس في النهاية دعمه للأمين العام كورت فالدهايم في جهوده لإبقاء المجلس على اطلاع دائم بتطورات الوضع.